# FOXM1
FOXM 1 في علم الجينات أو Forkhead box protein M1 هو أحد البروتينات التي ينسخها جين FOXM1 في الإنسان. البروتين الذي ينسخه هذا الجين هو أحد عائلة بروتينات فوكس
FOX proteins family من معاملات النسخ.
وقد توج فوكس إم 1  بلقب «جزيء عام 2010» حيث اكتشفت خاصيته العالية كهدف لتشخيص مرض السرطان ولعلاج السرطان.

## اقرأ أيضا
- بروتين فوكس

## وصلات خارجية
- FOXM1+protein,+human في المكتبة الوطنية الأمريكية للطب نظام فهرسة المواضيع الطبية (MeSH).